# Vira-folha-cearense
O vira-folha-cearense (Sclerurus cearensis), é uma espécie (ou subespecie, dependendo da classificação adotada), de ave da família Scleuridae. É um pássaro endêmico do nordeste brasileiro.

## Distribuição e habitat
Ele se distribui em regiões do nordeste brasileiro, com registros majoritariamente nos estados de Ceará, Piauí, Pernambuco e Bahia.
Seu habitat natural é o solo, ou perto dele, no interior de florestas tropicais úmidas residuais.

## Descrição
O vira-folha-cearense mede entre 18,4 e 19,3 cm de comprimento e pesa entre 30 e 36 g. Sua plumagem é semelhante à do Sclerurus scansor, anteriormente coespecífico, mas ligeiramente mais brilhante no dorso e na parte inferior; É marrom escuro na parte superior, com garupa castanha avermelhada e cauda enegrecida; o peito é marrom-avermelhado e a garganta é esbranquiçada, sem veias escuras; abaixo é marrom acinzentado. É anisodáctilo, com  dedo 1 posterior e dedos 2, 3, 4 anteriores. Seu bico fino e alongado, sendo adaptado para captura de pequenos artrópodes.

## Ecologia
São pássaros que possuem grande vulnerabilidade por mudanças no ambiente, sua ecologia é bem similar a outras espécies do gênero Sclerurus; o seu ninho é escavado em buracos geralmente em encostas e perto de raízes de árvores em encostas, com cuidado biparental com uma interação entre esses, em que um dos pais fica nos arredores do ninho dando sinais e alertando por perigos, enquanto que o outro está cuidando do ninho. Possuem um tamanho de ninhada por volta de 2 ovos. A época para geração de filhotes deve ocorrer entre dezembro e junho e não há diferenças entre os machos e as fêmeas.
O Sclerurus cearensis ainda é entendida por alguns autores que o consideram como subespécie; porém dados moleculares mostram que esses possuem uma independência de outras espécies de Sclerurus. Além disso, essa espécie foi elencada como uma que mais perdeu áreas possíveis de hábitat, dado a sua relação com esse ao seu micro-habitat.

## História
Essa ave foi documentada em várias áreas do Ceará, Piauí, Pernambuco e Bahia, bem como na Chapada Diamantina, na Bahia. Em 2015, houve um registro desse pássaro na Serra do Arrepio, também na Bahia.
Essa espécie está estreitamente relacionada ao vira-folha e ao vira-folha-de-garganta-cinza. Em 2003, foi incluída na Lista Nacional de Espécies da Fauna Brasileira Ameaçadas de Extinção, com uma classificação de Vulnerável. Posteriormente, ela também foi incorporada a listas de espécies ameaçadas em âmbito internacional em 2016.
Ao longo do tempo, essa ave recebeu diferentes denominações no Ceará e na Bahia, o que pode ter causado confusão em sua identificação. Seu estatuto como uma espécie distinta e seu valor para a conservação da biodiversidade destacam a importância de monitoramento e proteção em seu habitat.